# Campeonato Mundial de Esquí Nórdico de 1966
El XXVI Campeonato Mundial de Esquí Nórdico se celebró en Oslo (Noruega) entre el 17 y el 26 de febrero de 1966 bajo la organización de la Federación Internacional de Esquí (FIS) y la Federación Noruega de Esquí.

## Esquí de fondo

### Masculino
| Evento                   | Oro                                                                                       | Plata                                                                                        | Bronce                                                                                     |
| ------------------------ | ----------------------------------------------------------------------------------------- | -------------------------------------------------------------------------------------------- | ------------------------------------------------------------------------------------------ |
| 15 km (22.02)            | Gjermund Eggen · Noruega · 47:56,2                                                        | Ole Ellefsæter · Noruega · 48:11,3                                                           | Odd Martinsen · Noruega · 48:14,7                                                          |
| 30 km (20.02)            | Eero Mäntyranta · Finlandia · 1:37:26,7                                                   | Kalevi Laurila · Finlandia · 1:38:11,3                                                       | Walter Demel RFA 1:38:11,6                                                                 |
| 50 km (24.02)            | Gjermund Eggen · Noruega · 3:03:04,7                                                      | Arto Tiainen · Finlandia · 3:03:15,1                                                         | Eero Mäntyranta · Finlandia · 3:03:54,3                                                    |
| Relevo 4 × 10 km (26.02) | Noruega · Odd Martinsen · Harald Grønningen · Ole Ellefsæter · Gjermund Eggen · 2:14:27,9 | Finlandia · Kalevi Oikarainen · Hannu Taipale · Kalevi Laurila · Eero Mäntyranta · 1:15:40,0 | Italia · Giulio De Florian · Franco Nones · Gianfranco Stella · Franco Manfroi · 1:18:12,2 |

### Femenino
| Evento                  | Oro                                                            | Plata                                                             | Bronce                                                                     |
| ----------------------- | -------------------------------------------------------------- | ----------------------------------------------------------------- | -------------------------------------------------------------------------- |
| 5 km (21.02)            | Alevtina Kolchina URSS 17:18,9                                 | Klavdiya Boyarskij URSS 17:25,2                                   | Rita Achkina URSS 17:42,5                                                  |
| 10 km (23.02)           | Klavdiya Boyarskij URSS 36:25,5                                | Alevtina Kolchina URSS 36:43,3                                    | Toini Gustafsson · Suecia · 37:21,4                                        |
| Relevo 3 × 5 km (26.02) | URSS Klavdiya Boyarskij Rita Achkina Alevtina Kolchina 56:04,2 | Noruega · Ingrid Wigernæs · Inger Aufles · Berit Mørdre · 57:59,8 | Suecia · Barbro Martinsson · Britt Strandberg · Toini Gustafsson · 58:00,7 |

## Salto en esquí
| Evento                              | Oro                                  | Plata                           | Bronce                                      |
| ----------------------------------- | ------------------------------------ | ------------------------------- | ------------------------------------------- |
| Trampolín normal individual (23.02) | Bjørn Wirkola · Noruega · 234,6 pts. | Dieter Neuendorf RDA 230,6 pts. | Paavo Lukkariniemi · Finlandia · 219,9 pts. |
| Trampolín grande individual (17.02) | Bjørn Wirkola · Noruega · 215,3      | Takashi Fujisawa Japón 207,6    | Kjell Sjöberg · Suecia · 204,6              |

## Combinada nórdica
| Evento             | Oro                    | Plata                   | Bronce                       |
| ------------------ | ---------------------- | ----------------------- | ---------------------------- |
| TG + 15 km (17.02) | Georg Thoma RFA 444,66 | Franz Keller RFA 443,04 | Alois Kälin · Suiza · 440,73 |

## Medallero
| Núm. | País      | Oro | Plata | Bronce | Total |
| ---- | --------- | --- | ----- | ------ | ----- |
| 1    | Noruega   | 5   | 2     | 1      | 8     |
| 2    | URSS      | 3   | 2     | 1      | 6     |
| 3    | Finlandia | 1   | 3     | 2      | 6     |
| 4    | RFA       | 1   | 1     | 1      | 3     |
| 5    | Japón     | 0   | 1     | 0      | 1     |
| 5    | RDA       | 0   | 1     | 0      | 1     |
| 7    | Suecia    | 0   | 0     | 3      | 3     |
| 8    | Italia    | 0   | 0     | 1      | 1     |
| 8    | Suiza     | 0   | 0     | 1      | 1     |
|      | TOTAL     | 10  | 10    | 10     | 30    |